# Menzerit-(Y)
Das Mineral Menzerit-(Y) ist ein extrem seltenes Inselsilikat aus der Granatgruppe und hat die Endgliedzusammensetzung Y3+2Ca2+Mg2+2Si3O12. Es kristallisiert im kubischen Kristallsystem mit der Struktur von Granat.
Menzerit-(Y) tritt in Form rotbrauner Kerne von Almandineinschlüssen in Kalifeldspat auf, die selten größer als 70 µm werden.
Gebildet wird Menzerit-(Y) bei beginnender Regionalmetamorphose in andesitischen bis basaltischen Magmen. Die Typlokalität und der bislang (2018) einzige bekannte Fundort ist ein Granulit von der Bonnet Island in der Georgian Bay im Parry Sound District, Ontario, Kanada.

## Etymologie und Geschichte
Die ersten Berichte von Yttrium in Granat stammen bereits aus dem Jahr 1868. Danas System der Mineralogie von 1892 führt Analysen von Websky auf, die 2,64 Gew-% Yttriumoxid in Manganreichen Granat ausweisen.
Die Struktur von Granat war da noch nicht bekannt. Die Grundlage für deren Bestimmung legten Max von Laue, Walther Friedrich und Paul Knipping 1912 mit der Entdeckung der Röntgenbeugung, wofür Laue 1914 den Nobelpreis für Physik erhielt. Elf Jahre später, 1925, bestimmte Georg Menzer die Kristallstruktur von Granat und wurde später selbst wissenschaftlicher Mitarbeiter bei Max von Laue.
Van der Lingen führte 1928 bei seiner Untersuchung von Granaten aus Südafrika die Namen Emildin für yttriumhaltigen Spessatin und Erinadin für yttriumhaltige Spessartin-Pyrop-Uwarowit-Mischkristalle ein. Es folgten weitere Nachweise von Spurengehalten von Yttrium und anderen Seltenerdmetallen in Granaten, darunter Goldschmidt und Peters (1931), Björlykke (1937), Iimori (1938) mit 2,45 Gew-% Seltenerdoxid und Sahama und Vähätalo (1939) bis Jaffe 1951 feststellte, dass Yttrium ein gängiger Bestandteil von spessartinreichen Granaten aus Pegmatiten ist. Den Yttrium-Einbau erklärte Jaffe über den gekoppelten Austausch Mn2+ + Si4+ = Y3+ + Al3+.
Die experimentelle Bestätigung dieses Mechanismus des Yttriumeinbaus in Granat lieferten Yoder & Keith vom Geophysical Laboratory der Carnegie Institution for Science noch im gleichen Jahr. Sie konnten die komplette Mischungsreihe von Spessartin zu Yttrium-Aluminium-Granat (YAG, Yttrogranat) (Y3+3Al3+2Al3+3O12) synthetisieren.
Natürliche Granate, die Yttrium über diesen Mechanismus einbauen enthalten selten mehr als 1–2 Gew-% Yttriumoxid. Es dauerte noch fast 60 Jahre, bis mit Menzerit-(Y) ein yttriumreicher Granat mit rund 17 Gew-% Y2O3 beschrieben wurde. Diese hohen Yttriumgehalte werden mit einem anderen Mechanismus des Yttriumeinbaus erreicht, bei dem der Ladungsausgleich nicht Über den Ersatz von Si4+ durch Al3+, sondern durch den Ersatz von Al3+ durch Mg2+ erreicht wird. Benannt wurde dieser neue Granat mit der Endgliedzusammensetzung Y3+2Ca2+Mg2+2Si3O12 nach dem Kristallographen und ehemaligen Professor an der Ludwig-Maximilians-Universität München Georg Menzer, in Anerkennung seiner Forschung zur Struktur der Granate.

## Klassifikation
Die strukturelle Klassifikation der International Mineralogical Association (IMA) zählt den Menzerit-(Y) zur Granat-Obergruppe, wo er zusammen mit Almandin, Andradit, Calderit, Eringait, Goldmanit, Grossular, Knorringit, Momoiit, Morimotoit, Majorit, Pyrop, Rubinit, Spessartin und Uwarowit die Granatgruppe mit 12 positiven Ladungen auf der tetraedrisch koordinierten Gitterposition bildet.
Da der Menzerit-(Y) erst 2009 als eigenständiges Mineral anerkannt wurde, ist er weder in der letztmalig 1977 überarbeiteten 8. Auflage noch in der von der IMA zuletzt 2009 überarbeiteten 9. Auflage der Mineralsystematik nach Strunz verzeichnet. Auch die vorwiegend im englischen Sprachraum gebräuchliche Systematik der Minerale nach Dana kennt den Menzerit-(Y) noch nicht.
In der zuletzt 2018 überarbeiteten Lapis-Systematik nach Stefan Weiß, die formal auf der alten Systematik von Karl Hugo Strunz in der 8. Auflage basiert, erhielt das Mineral die System- und Mineralnummer VIII/A.08-065. Dies entspricht der Klasse der „Silikate“ und dort der Abteilung „Inselsilikate mit [SiO4]-Gruppen“, wo Menzerit-(Y) zusammen mit Almandin, Andradit, Calderit, Eltyubyuit, Eringait, Goldmanit, Grossular, Henritermierit, Holtstamit, Hutcheonit, Hydrougrandit (auch Hydro-Ugrandit, diskreditiert 1967), Irinarassit, Jeffbenit, Katoit, Kerimasit, Kimzeyit, Knorringit, Majorit, Momoiit, Morimotoit, Pyrop, Schorlomit, Spessartin, Toturit, Uwarowit und Wadalit die „Granatgruppe“ mit der Systemnummer VIII/A.08 bildet.

## Chemismus
Menzerit-(Y) mit der Endgliedzusammensetzung [X](Y3+2Ca2+)[Y]Mg2+2[Z]Si3O12 ist das Yttrium-Magnesium-Analog von Grossular.
Für den yttriumreichsten Menzerit-(Y) aus der Typlokalität wird folgende empirische Zusammensetzungangegeben:
- [X](Ca1,37Y0,83Gd0,01Dy0,05Ho0,02Er0,07Tm0,01Yb0,06Lu0,02Fe2+0,49Mn2+0,07)[Y](Mg2+0,55Fe2+0,42Fe3+0,58Al3+0,35V3+0,01Sc3+0,01Ti4+0,08)[Z](Si2,82Al3+0,18)O12,[3]

wobei mit [X], [Y] und [Z] die Positionen in der Granatstruktur angegeben sind.
Dieser natürliche Menzerit-(Y) kann als komplexer Mischkristall mit Grossular, Andradit und einem Fe2+-Analog von Menzerit beschrieben werden, entsprechend den Austauschreaktionen
- [X]Y3+ + [Y]Mg2+ = [X]Ca2+ + [Y]Al3+ (Grossular)
- [X]Y3+ + [Y]Mg2+ = [X]Ca2+ + [Y]Fe3+ (Andradit)
- [Y]Mg2+ = [Y]Fe2+ (Ferro-Menzerit-(Y))

sowie geringen Anteilen von Hutcheonit und Spessartin, entsprechend
- [X]Y3+ + [Y]Mg2+ + [Z]Si4+ = [X]Ca2+ + [Y]Ti4+ + [Z]Al3+ (Hutcheonit)
- [X]Y3+ + [Y]Mg2+ = [X]Mn2+ + [Y]Al3+ (Spessartin).

Der von Yaffe sowie Yodder & Keith 1951 beschriebene Austauschvektor für den Y-Einbau
- [X]Ca2+ + [Z]Si4+ = [X]Y3+ + [Z]Al3+[6][7]

spielt für Menzerit-(Y) keine besondere Rolle.
Die für einen Y-reichen Granat aus Japan angenommene Austauschreaktion
- 2[X]Ca2+ = [X]Y3+ + [X]Na+[6]

konnte für natrium- und yttriumhaltige Granate aus Gneisen in China bestätigt werden. Bis zu 2 Gew-% Seltenerdoxid wurden in diesen Granaten über diesen Mechanismus eingebaut. Bei Menzerit ist diese Austauschreaktion nicht aktiv.
Theoretische Berechnungen der Energiebilanz für den Y-Einbau über verschiedene Austauschreaktionen bestätigen dieses Bild. Energetisch günstig sind die Menzerit-Substitution sowie der gekoppelte Y-Na-Einbau. Als energetisch ungünstiger erwies sich der Ladungsausgleich über Leerstellen auf der X-Position, Al auf der Siliziumposition (YAG) oder Lithium (Li) auf der oktaedrischen Aluminiumposition.

## Kristallstruktur
Menzerit-(Y) kristallisiert mit kubischer Symmetrie in der Raumgruppe Ia3d (Raumgruppen-Nr. 230) mit 8 Formeleinheiten pro Elementarzelle. Der natürliche Mischkristall aus der Typlokalität hat dem Gitterparameter a = 11,9947 Å.
Die Struktur ist die von Granat. Yttrium (Y3+) und Calcium (Ca2+) besetzten die dodekaedrisch von 8 Sauerstoffionen umgebene X-Position, Magnesium (Mg2+) die oktaedrisch von 6 Sauerstoffionen umgebene Y-Position und die tetraedrisch von 4 Sauerstoffionen umgebenen Z-Position ist ausschließlich mit Silicium (Si4+) besetzt.

## Bildung und Fundorte
Yttrium ist ein gängiger Bestandteil von spessartinreichen Granaten aus Seltenerd-Pegmatiten. Die Yttriumgehalte dieser Granate gehen aber nicht über einige Gew-% hinaus.
Die Typlokalität und der bislang (2018) einzige bekannte Fundort von Menzerit-(Y) ist ein felsischer Granulit von der Bonnet Island in der Georgian Bay im Parry Sound District, Ontario, Kanada. Menzerit-(Y) findet sich im Kern von yttriumhaltigen Almandinen und kommt zusammen mit Kalifeldspat, Allanit-(Ce), Ilmenit und Fluorapatit vor. Weitere Minerale des Umgebundsgesteins, mit denen Menzerit nicht direkt in Berührung kommt, sind Oligoklas, Wurzit, Ferrosilit, Augit, Clinoamphibol, Biotit, Magnetit und akzessorisch Zirkon, Monazit-(Ce), Xenotim-(Y), Pyrit, Chalkopyrit, Sphalerit, Hercynit und Mg-Fe-Carbonat.
Menzerit-(Y) bildete sich bei aufsteigender Metamorphose bei 550–780 °C und 5–8,5 kbar im thermodynamischen Gleichgewicht mit Oligoklas, Ferrosilit, Quarz, Clinopyroxen und Eisenoxiden. Quelle der Metalle der Seltenen Erden waren in erster Linie Xenotim und untergeordnet Zirkon. Bei beginnender Schmelze wurde Menzerit-(Y) wieder abgebaut und schließlich von Almandin überwachsen.